# Área metropolitana de Denver-Aurora-Broomfield
El área estadística metropolitana de Denver-Aurora-Broomfield es un área estadística metropolitana (MSA) centrada en la ciudad Denver, capital de Colorado, en Estados Unidos; definida como tal por la Oficina del Censo de los Estados Unidos. Su población según el censo de 2010 es de 2.543.482 de habitantes.

## Composición
El área metropolitana está compuesta por:
- la ciudad-condado consolidada de Broomfield
- la ciudad-condado consolidada de Denver;

y los condados de:
- Adams
- Arapahoe
- Clear Creek
- Douglas
- Elbert
- Gilpin
- Jefferson
- Park

## Principales ciudades del área metropolitana
El área metropolitana incluye las siguientes ciudades con más de 100.000 habitantes:
- Denver
- Arvada
- Aurora
- Lakewood
- Thornton
- Westminster

Las siguientes ciudades con más de 10 000 habitantes:
- Berkley (CDP)
- Brighton
- Broomfield
- Castle Rock
- Centennial
- Columbine (CDP)
- Commerce City
- Englewood
- Federal Heights
- Golden
- Greenwood Village
- Highlands Ranch (CDP)
- Ken Caryl (CDP)
- Littleton
- Northglenn
- Parker
- Sherrelwood (CDP)
- Welby (CDP)
- Wheat Ridge